# Trebi Sergià
Trebi Sergià (en llatí Trebius Sergianus) va ser un magistrat romà del segle ii.
Va ser nomenat cònsol sota l'emperador Hadrià l'any 132 junt amb Gai Series Augurí. L'esmenten els Fasti.